# ناکسویل (آلاباما)
ناکسویل (به انگلیسی: Knoxville) یک منطقهٔ مسکونی در ایالات متحده آمریکا است که در شهرستان گرین، آلاباما واقع شده‌است. ناکسویل ۸۸٫۰۹ متر بالاتر از سطح دریا واقع شده‌است.